# Красный Луч (Рязанская область)
Красный Луч — поселок в Шиловском районе Рязанской области в составе Лесновского городского поселения.

## Географическое положение
Поселок Красный Луч расположен на Окско-Донской равнине на правом берегу реки Улас (приток Прони) в 35 км к юго-западу от пгт Шилово. Расстояние от поселка до районного центра Шилово по автодороге — 48 км.
Поселок находится в центре лесного массива (Темный Лес). Ближайшие населенные пункты — деревни Новоершово и Зарытки (Спасский район).

## Население
В настоящее время поселок Красный Луч представляет собой опустевший населённый пункт, урочище.

## Происхождение названия
По мнению А. А. Никольского, название поселка Красный Луч относится к идеологическим топонимам советского времени. Его первый компонент образован от слова красный в значении «относящийся к революционной деятельности, к советскому социалистическому строю», второй — от слова луч в переносном значении (ср.: луч надежды, луч света в темном царстве и др.).